# Flüchtlingslager Mitterndorf
Das Flüchtlingslager Mitterndorf war ein Lager in Mitterndorf an der Fischa, das von 1914 bis 1919 bestand und überwiegend Flüchtlinge aus dem italienischsprachigen Trentino, damals Teil des Kronlandes Tirol, beherbergte. Es erstreckte sich teilweise auf das Gebiet der Nachbargemeinde Gramatneusiedl.
Im Herbst 1914 drangen russische Truppen in Galizien ein und vertrieben die ansässige Bevölkerung. Noch 1914 wurde begonnen, die ehemalige Teppichfabrik von Philipp Haas & Söhne in Mitterndorf zum Lager auszubauen. Nach dem italienischen Kriegseintritt im Mai 1915, quartierte man überwiegend Flüchtlinge aus den südlichen an der Reichsgrenze zu Italien gelegenen Orten des Trentino ein, die unmittelbar an der neuen italienisch-österreichischen Front lagen. Aufgenommen wurden auch Flüchtlinge aus dem Österreichischen Küstenland. Das Lager musste laufend erweitert werden. Es gab mehrere Schulen, ein Krankenhaus, Fabriken, Feldbahnen, ein Lagerfriedhof usw. Im Lagerkrankenhaus arbeitete zeitweise der spätere Begründer des Psychodramas Jacob Levy Moreno, der dort auch soziometrische Experimente durchführte. Nach Kriegsende kehrten die Flüchtlinge wieder in ihre alte Heimat zurück.

## Gedenkstätte am Lagerfriedhof
80 Jahre nach Schließung des Lagers und Rückkehr der Flüchtlinge wurde ab 1998 am ehemaligen Lagerfriedhof eine Gedenkstätte für die im Lager verstorbenen rund 1900 Italiener errichtet (Lage). 2015 besuchte Bruno Dorigatti, Landtagspräsident der Autonomen Provinz Trient die Gedenkstätte.

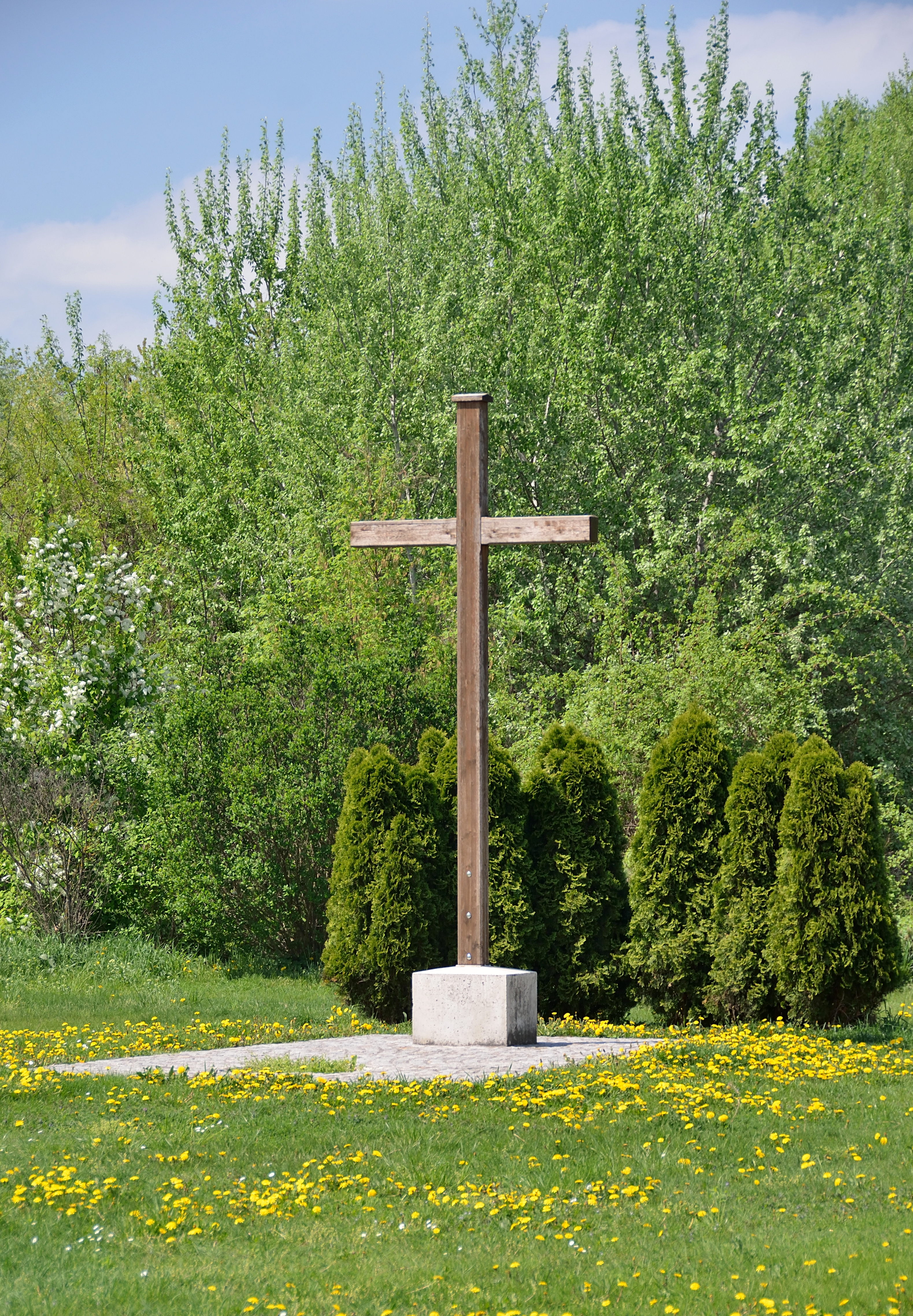
Schlichtes Holzkreuz
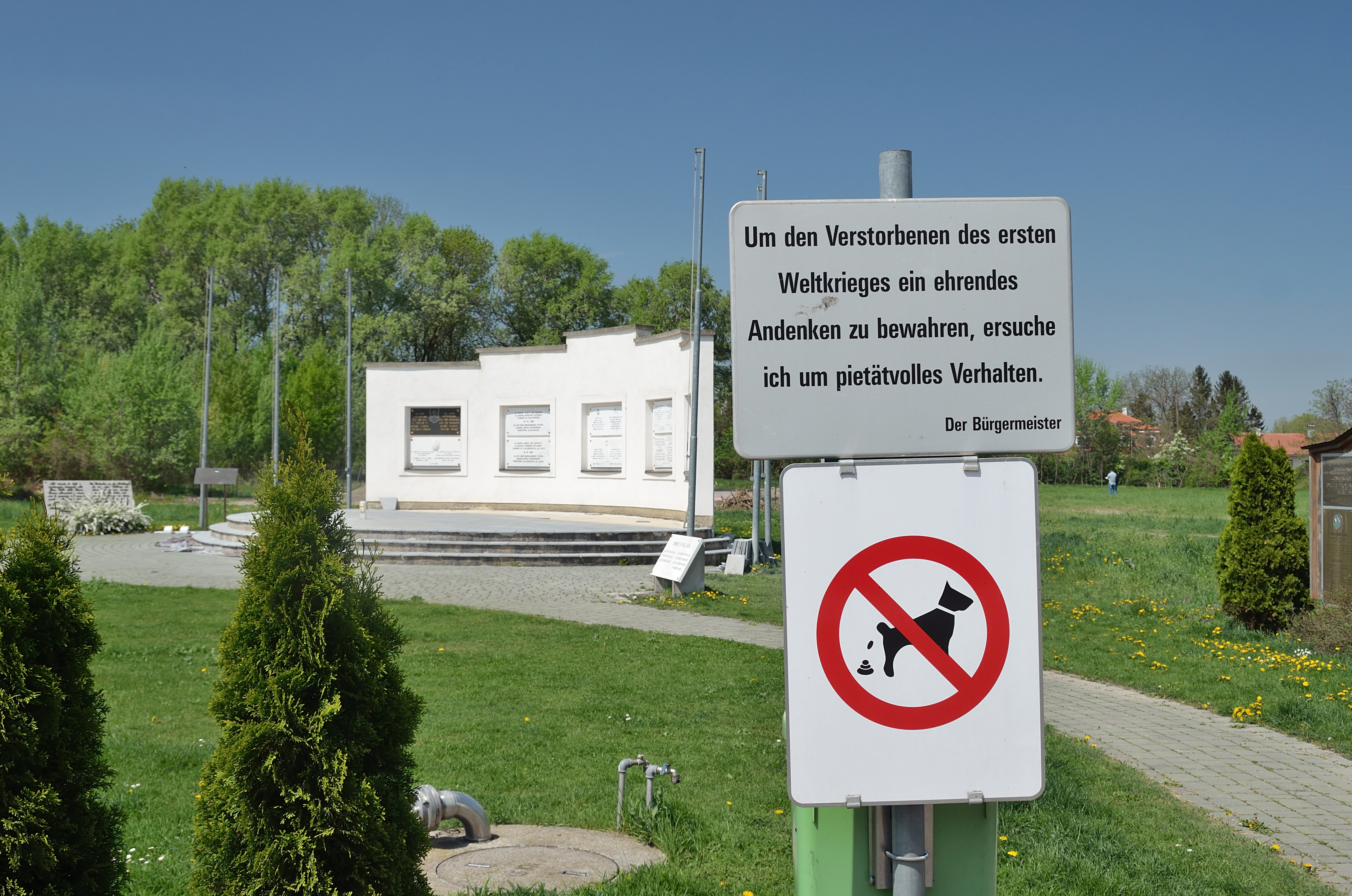
Pietätshinweis des Bürgermeisters
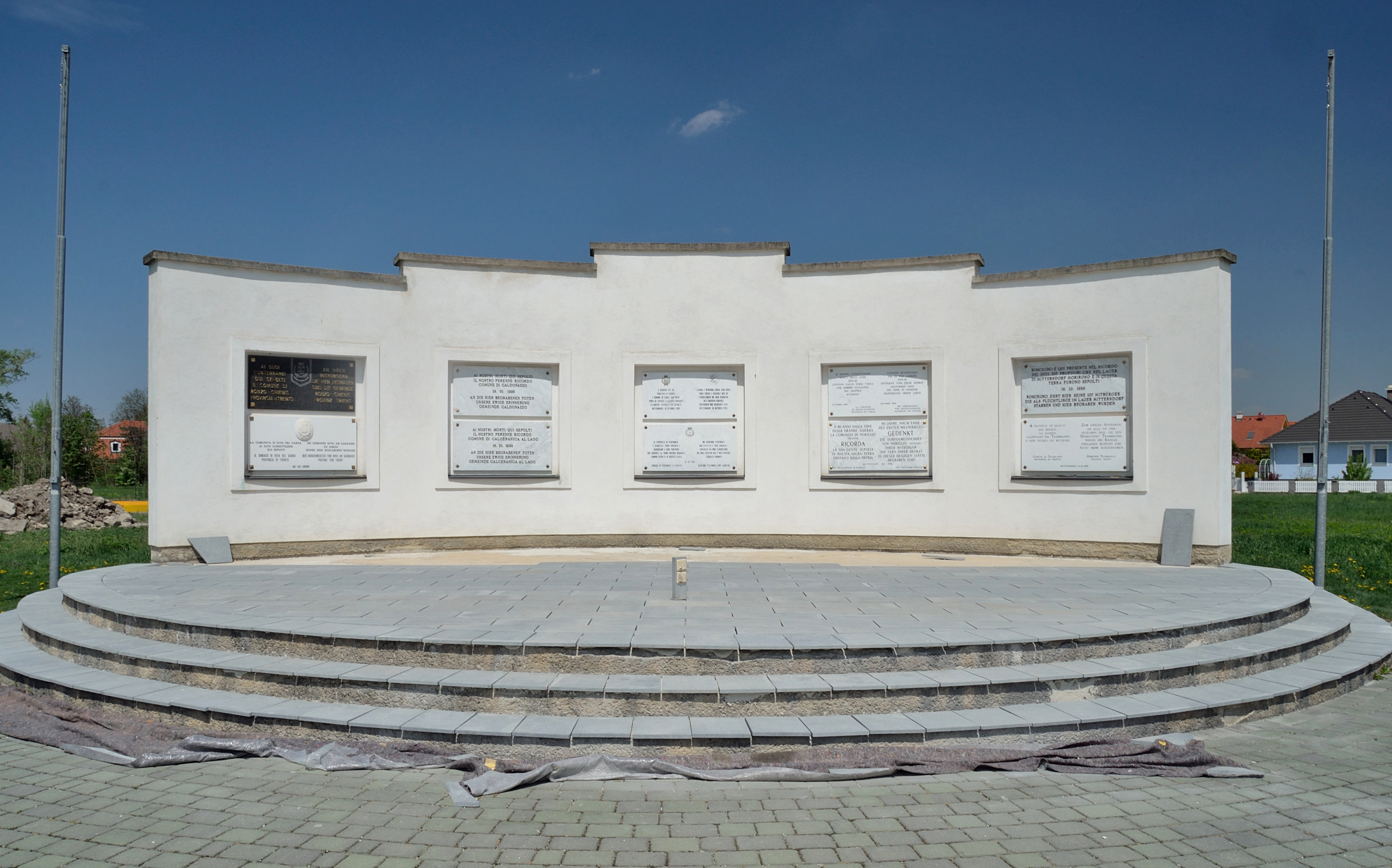
Zweisprachige Tafeln der hauptbetroffenen Gemeinden
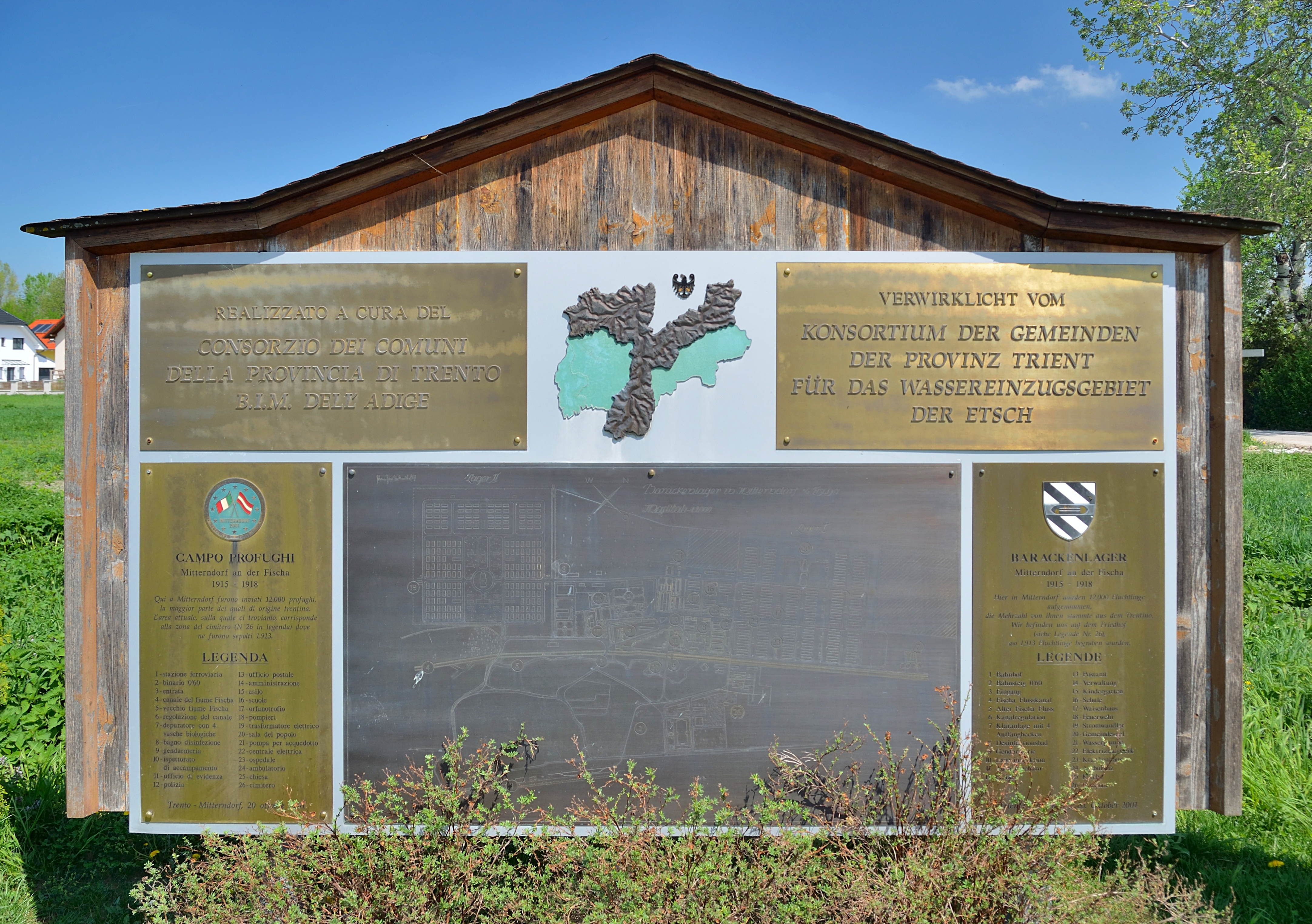
Informationstafel (20. Oktober 2001)
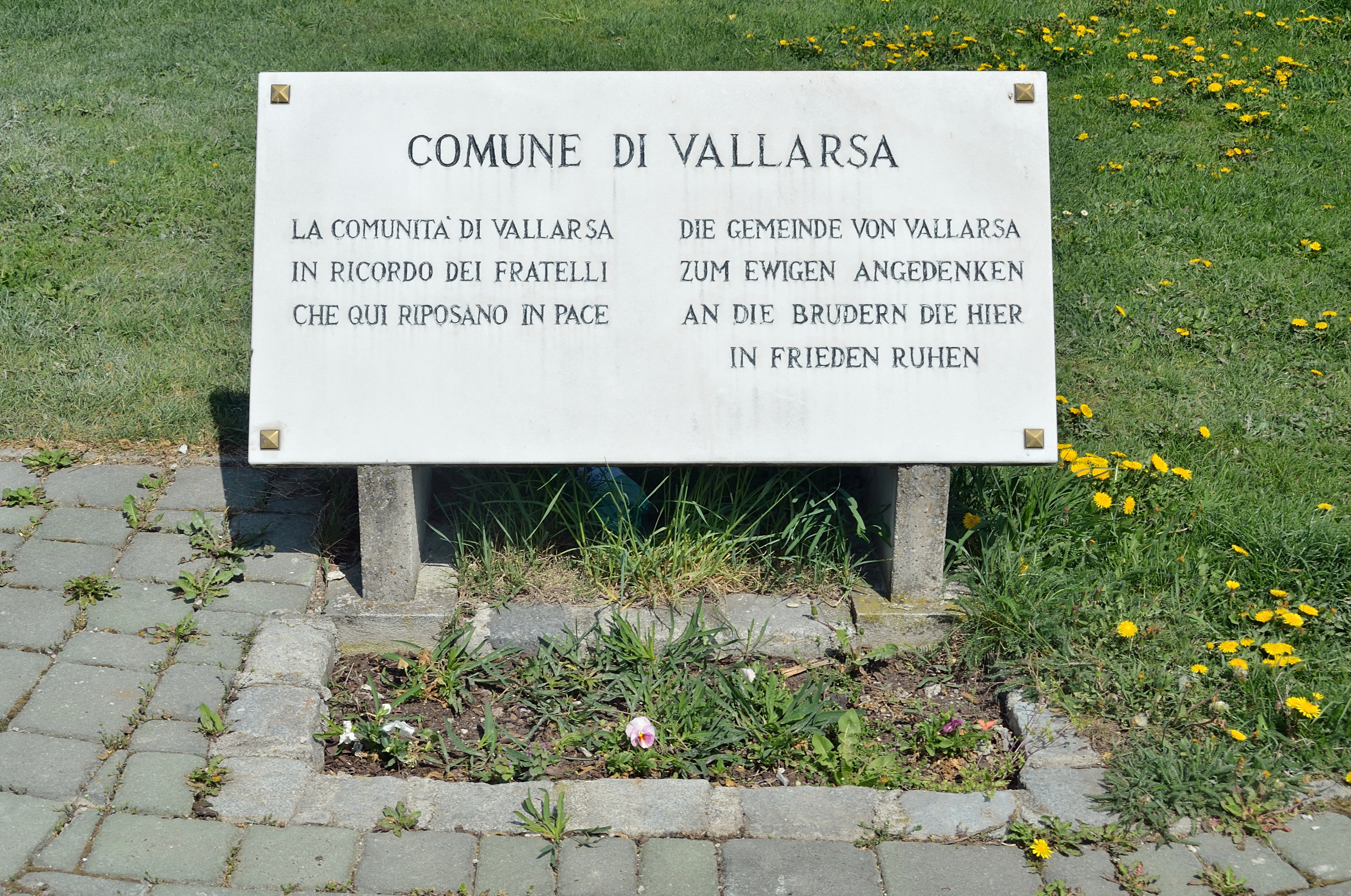
Gedenktafel der Partnergemeinde Vallarsa

## Trivia
- Der Lagerinsasse Giuseppe Angelico Dallabrida (1874–1959) aus Caldonazzo hat seine Erfahrungen im Lager mit den Mitteln der Malerei aufgearbeitet.[3]